# Honduras na Copa do Mundo FIFA de 2010
A Seleção Hondurenha de Futebol participou pela segunda vez da Copa do Mundo FIFA. A seleção, que até então apenas havia disputado a Copa do Mundo de 1982, havia se classificado na terceiro colocação das elimitatórias norte e centro-americanas para a Copa do Mundo. Na Quarta Fase das eliminatórias, disputou vaga com os Estados Unidos, o México, a Costa, Rica, El Salvador, Trinidad e Tobago.
Na Copa, foi sorteado no grupo H, onde enfrentaria a Espanha, o Chile e a Suíça. Estreou derrotada para o Chile (1 x 0) com um gol do atacante Jean Beausejour, perdeu para a Espanha (2 x 0) com os dois gols marcados pelo artilheiro da Copa David Villa, e empatou com a Suíça em uma partida sem gols. Acumulou apenas 1 ponto, tendo permanecido na última colocação de seu grupo, não se classificando para as oitavas-de-final.
Mesmo tendo feito uma boa campanha na Copa Ouro da CONCACAF 2009, tendo ficado na 3ª colocação junto com a Costa Rica, fez uma das três piores campanhas da Copa, tendo ficado na 30ª colocação dentre as 32 seleções que disputaram o campeonato.

## Eliminatórias
Das 35 seleções nacionais que disputavam 3 vagas garantidas e 1 não-garantida na Copa, Honduras, por ser uma das 13 seleções da CONCACAF que melhor se classificava no Ranking Mundial da FIFA de maio de 2007, já se classificava para a Segunda Fase, onde disputaria uma vaga com outras onze seleções. Os hondurenhos, particularmente, disputaram uma vaga para a Terceira Fase com Porto Rico, que venceu pelo placar agregado de 6 a 2. Na Terceira Fase, ficou no Grupo 2, onde classificou-se em 1º lugar para a Quarta Fase. Na Quarta Fase, a fase classificatória, terminou na terceira colocação, garantindo assim sua vaga na Copa.

### Segunda fase
| 4 de junho de 2008 20:30 (UTC-6) | Honduras                                      | 4 – 0     | Porto Rico | Estádio Olímpico Metropolitano, San Pedro Sula |
|                                  | de León 25' · Palacios 51' · Suazo 52', 90+2' | Relatório |            | Público: 20,000 Árbitro: JAM Courtney Campbell |

| 14 de junho de 2008 20:00 (UTC-4) | Porto Rico                    | 2 – 2     | Honduras                 | Estádio Juan Ramón Loubriel, Bayamón     |
|                                   | Megaloudis 31' · Villegas 41' | Relatório | Suazo 22' · Palacios 52' | Público: 5,000 Árbitro: GUA Walter López |

### Terceira fase
| Equipe   | Pts. | J | V | E | D | GP | GC | SG |
| -------- | ---- | - | - | - | - | -- | -- | -- |
| Honduras | 12   | 6 | 4 | 0 | 2 | 9  | 5  | +4 |
| México   | 10   | 6 | 3 | 1 | 2 | 9  | 6  | +3 |
| Jamaica  | 10   | 6 | 3 | 1 | 2 | 6  | 6  | 0  |
| Canadá   | 2    | 6 | 0 | 2 | 4 | 6  | 13 | -7 |

| L\V      | Canadá | Honduras | Jamaica | México |
| Canadá   |        | 2:1      | 1:3     | 0:1    |
| Honduras | 4:1    |          | 0:0     | 0:1    |
| Jamaica  | 3:0    | 1:1      |         | 2:1    |
| México   | 6:1    | 2:0      | 3:0     |        |

### Quarta fase
| Equipe            | Pts. | J  | V | E | D | GP | GC | SG  |
| ----------------- | ---- | -- | - | - | - | -- | -- | --- |
| Estados Unidos    | 20   | 10 | 6 | 2 | 2 | 19 | 13 | 6   |
| México            | 19   | 10 | 6 | 1 | 3 | 18 | 12 | 6   |
| Honduras          | 16   | 10 | 5 | 1 | 4 | 17 | 11 | 6   |
| Costa Rica        | 16   | 10 | 5 | 1 | 4 | 15 | 15 | 0   |
| El Salvador       | 8    | 10 | 2 | 2 | 6 | 9  | 15 | -6  |
| Trinidad e Tobago | 6    | 10 | 1 | 3 | 6 | 10 | 22 | -12 |

| L\V               | Costa Rica | Estados Unidos | El Salvador | Honduras | México | Trindade e Tobago |
| Costa Rica        |            | 3:1            | 1:0         | 2:0      | 0:3    | 4:0               |
| Estados Unidos    | 2:2        |                | 2:1         | 2:1      | 2:0    | 3:0               |
| El Salvador       | 1:0        | 2:2            |             | 0:1      | 2:1    | 2:2               |
| Honduras          | 4:0        | 2:3            | 1:0         |          | 3:1    | 4:1               |
| México            | 2:0        | 2:1            | 4:1         | 1:0      |        | 2:1               |
| Trindade e Tobago | 2:3        | 0:1            | 1:0         | 1:1      | 2:2    |                   |

## Escalação
| Número / Nome  | Número / Nome       | Clube                    | Jogos (gols)1 | Data Nasc.                        | J        | Gols     | Penalizado com cartão amarelo | Expulso  |
| Goleiros       | Goleiros            | Goleiros                 | Goleiros      | Goleiros                          | Goleiros | Goleiros | Goleiros                      | Goleiros |
| -------------- | ------------------- | ------------------------ | ------------- | --------------------------------- | -------- | -------- | ----------------------------- | -------- |
| 1              | Ricardo Canales     | CD Motagua               | 3 (0)         | 30 de maio de 1982 (42 anos)      | 0        | 0        | 0                             | 0        |
| 18             | Noel Valladares     | CD Olimpia               | 75 (0)        | 3 de maio de 1977 (47 anos)       | 3        | 0        | 0                             | 0        |
| 22             | Marcus Hahnemann    | CD Olimpia               | 11 (0)        | 3 de fevereiro de 1980 (45 anos)  | 0        | 0        | 0                             | 0        |
| Defensores     |                     |                          |               |                                   |          |          |                               |          |
| 2              | Osman Chávez        | Wisła Kraków SSA         | 31 (0)        | 29 de julho de 1984 (40 anos)     | 3        | 0        | 1                             | 0        |
| 3              | Maynor Figueroa     | Wigan Athletic FC        | 72 (2)        | 2 de maio de 1983 (41 anos)       | 3        | 0        | 0                             | 0        |
| 4              | Johnny Palacios     | CD Olimpia               | 6 (0)         | 20 de dezembro de 1986 (38 anos)  | 1        | 0        | 0                             | 0        |
| 5              | Víctor Bernárdez    | RSC Anderlecht           | 43 (2)        | 24 de maio de 1982 (42 anos)      | 1        | 0        | 0                             | 0        |
| 14             | Oscar Boniek García | CD Olimpia               | 44 (2)        | 4 de março de 1984 (40 anos)      | 0        | 0        | 0                             | 0        |
| 16             | Mauricio Sabillón   | Zhejiang Lücheng         | 26 (0)        | 11 de novembro de 1978 (46 anos)  | 1        | 0        | 0                             | 0        |
| 21             | Emilio Izaguirre    | CD Motagua               | 43 (1)        | 10 de maio de 1986 (38 anos)      | 2        | 0        | 1                             | 0        |
| 23             | Sergio Mendoza      | CD Motagua               | 50 (1)        | 23 de maio de 1981 (43 anos)      | 2        | 0        | 0                             | 0        |
| Meio-campistas |                     |                          |               |                                   |          |          |                               |          |
| 6              | Hendry Thomas       | Wigan Athletic FC        | 43 (2)        | 23 de fevereiro de 1985 (40 anos) | 2        | 1        | 0                             | 0        |
| 7              | Ramón Núñez         | CD Olimpia               | 21 (3)        | 14 de novembro de 1985 (39 anos)  | 3        | 0        | 0                             | 0        |
| 8              | Wilson Palacios     | Tottenham Hotspur FC     | 73 (4)        | 29 de julho de 1984 (40 anos)     | 3        | 0        | 2                             | 0        |
| 10             | Jerry Palacios      | Zhejiang Lücheng         | 14 (4)        | 1 de novembro de 1981 (43 anos)   | 1        | 0        | 0                             | 0        |
| 13             | Roger Espinoza      | Kansas City Wizards      | 14 (3)        | 25 de outubro de 1986 (38 anos)   | 2        | 0        | 0                             | 0        |
| 17             | Edgar Álvarez       | AS Bari                  | 50 (3)        | 9 de janeiro de 1980 (45 anos)    | 2        | 0        | 0                             | 0        |
| 19             | Danilo Turcios      | CD Olimpia               | 85 (7)        | 8 de maio de 1978 (46 anos)       | 2        | 0        | 1                             | 0        |
| 20             | Amado Guevara       | CD Motagua               | 137 (29)      | 2 de maio de 1976 (48 anos)       | 2        | 0        | 0                             | 0        |
| Atacantes      |                     |                          |               |                                   |          |          |                               |          |
| 9              | Carlos Pavón        | Real CD España           | 101 (57)      | 19 de outubro de 1973 (51 anos)   | 1        | 0        | 0                             | 0        |
| 11             | David Suazo         | FC Internazionale Milano | 54 (16)       | 5 de novembro de 1979 (45 anos)   | 2        | 0        | 0                             | 0        |
| 12             | Georgie Welcome     | CD Motagua               | 17 (3)        | 9 de março de 1985 (40 anos)      | 3        | 0        | 0                             | 0        |
| 15             | Walter Martínez     | Beijing Guoan            | 38 (11)       | 29 de março de 1982 (42 anos)     | 3        | 0        | 0                             | 0        |
| Treinador      |                     |                          |               |                                   |          |          |                               |          |
|                | Reynaldo Rueda      |                          |               | 3 de fevereiro de 1957 (68 anos)  |          |          |                               |          |

Nota:
- 1 O número de jogos e gols se referem aos jogos pela seleção até o dia 26 de junho de 2010.

## Primeira fase
| Pos | Equipe   | Pts | J | V | E | D | GP | GC | SG | Classificado      |
| --- | -------- | --- | - | - | - | - | -- | -- | -- | ----------------- |
| 1   | Espanha  | 6   | 3 | 2 | 0 | 1 | 4  | 2  | +2 | Fase eliminatória |
| 2   | Chile    | 6   | 3 | 2 | 0 | 1 | 3  | 2  | +1 | Fase eliminatória |
| 3   | Suíça    | 4   | 3 | 1 | 1 | 1 | 1  | 1  | 0  | Eliminado         |
| 4   | Honduras | 1   | 3 | 0 | 1 | 2 | 0  | 3  | −3 | Eliminado         |

### Honduras – Chile
| 16 de junho | Honduras | 0 – 1     | Chile          | Mbombela Stadium, Nelspruit               |
| 13:30       |          | Relatório | Beausejour 34' | Público: 32 664 Árbitro: SEY Eddy Maillet |

| Honduras | Chile |

| G              | 18 | Noel Valladares  |     |     |
| LD             | 23 | Sergio Mendoza   |     |     |
| Z              | 2  | Osman Chávez     |     |     |
| Z              | 3  | Maynor Figueroa  |     |     |
| LE             | 21 | Emilio Izaguirre |     |     |
| V              | 8  | Wilson Palacios  | 33' |     |
| V              | 17 | Edgar Álvarez    |     |     |
| M              | 7  | Ramón Núñez      |     | 78' |
| M              | 20 | Amado Guevara    |     | 66' |
| M              | 13 | Roger Espinoza   |     |     |
| A              | 9  | Carlos Pavón     |     | 60' |
| Substituições: |    |                  |     |     |
| V              | 6  | Hendry Thomas    |     | 66' |
| A              | 12 | Georgie Welcome  |     | 60' |
| A              | 15 | Walter Martínez  |     | 78' |
| Treinador:     |    |                  |     |     |
| Reinaldo Rueda |    |                  |     |     |

| G              | 1  | Claudio Bravo    |     |     |
| LD             | 4  | Mauricio Isla    |     |     |
| Z              | 17 | Gary Medel       |     |     |
| Z              | 3  | Waldo Ponce      |     |     |
| LE             | 8  | Arturo Vidal     |     | 81' |
| V              | 20 | Rodrigo Millar   |     | 52' |
| V              | 6  | Carlos Carmona   | 4'  |     |
| M              | 14 | Matías Fernández | 19' |     |
| M              | 7  | Alexis Sánchez   |     |     |
| M              | 10 | Jorge Valdivia   |     | 87' |
| A              | 15 | Jean Beausejour  |     |     |
| Substituições: |    |                  |     |     |
| Z              | 5  | Pablo Contreras  |     | 81' |
| Z              | 18 | Gonzalo Jara     |     | 52' |
| A              | 11 | Mark González    |     | 87' |
| Treinador:     |    |                  |     |     |
| Marcelo Bielsa |    |                  |     |     |

Homem da partida
- Jean Beausejour

### Espanha – Honduras
| 21 de junho | Espanha        | 2 – 0     | Honduras | Ellis Park Stadium, Joanesburgo               |
| 20:30       | Villa 17', 51' | Relatório |          | Público: 54 386 Árbitro: JPN Yuichi Nishimura |

| Espanha | Honduras |

| G                  | 1  | Iker Casillas    |  |     |
| LD                 | 15 | Sergio Ramos     |  | 77' |
| Z                  | 5  | Carles Puyol     |  |     |
| Z                  | 3  | Gerard Piqué     |  |     |
| LE                 | 11 | Joan Capdevila   |  |     |
| M                  | 16 | Sergio Busquets  |  |     |
| M                  | 22 | Jesús Navas      |  |     |
| M                  | 14 | Xabi Alonso      |  |     |
| M                  | 8  | Xavi             |  | 66' |
| A                  | 9  | Fernando Torres  |  | 70' |
| A                  | 7  | David Villa      |  |     |
| Substituições:     |    |                  |  |     |
| M                  | 10 | Cesc Fàbregas    |  | 66' |
| M                  | 13 | Juan Manuel Mata |  | 70' |
| Z                  | 17 | Álvaro Arbeloa   |  | 77' |
| Treinador:         |    |                  |  |     |
| Vicente del Bosque |    |                  |  |     |

| G              | 18 | Noel Valladares  |     |     |
| LD             | 23 | Sergio Mendoza   |     |     |
| Z              | 2  | Osman Chávez     |     |     |
| Z              | 3  | Maynor Figueroa  |     |     |
| LE             | 21 | Emilio Izaguirre | 38' |     |
| M              | 8  | Wilson Palacios  |     |     |
| M              | 20 | Amado Guevara    |     |     |
| M              | 19 | Danilo Turcios   | 8'  | 63' |
| M              | 13 | Roger Espinoza   |     | 46' |
| M              | 15 | Walter Martínez  |     |     |
| A              | 11 | David Suazo      |     | 84' |
| Substituições: |    |                  |     |     |
| M              | 7  | Ramón Núñez      |     | 63' |
| A              | 10 | Jerry Palacios   |     | 84' |
| A              | 12 | Georgie Welcome  |     | 46' |
| Treinador:     |    |                  |     |     |
| Reinaldo Rueda |    |                  |     |     |

Homem da partida
- David Villa

### Suíça – Honduras
| 25 de junho | Suíça | 0 – 0     | Honduras | Free State Stadium, Bloemfontein             |
| 20:30       |       | Relatório |          | Público: 28 042 Árbitro: ARG Héctor Baldassi |

| Suíça | Honduras |

| G               | 1  | Diego Benaglio       |     |     |
| LD              | 2  | Stephan Lichtsteiner |     |     |
| Z               | 5  | Steve von Bergen     |     |     |
| Z               | 13 | Stéphane Grichting   |     |     |
| LE              | 17 | Reto Ziegler         |     |     |
| M               | 6  | Benjamin Huggel      |     | 78' |
| M               | 8  | Gökhan Inler         |     |     |
| M               | 7  | Tranquillo Barnetta  |     |     |
| M               | 16 | Gelson Fernandes     | 34' | 46' |
| A               | 19 | Eren Derdiyok        |     |     |
| A               | 10 | Blaise Nkufo         |     | 69' |
| Substituições:  |    |                      |     |     |
| M               | 15 | Hakan Yakin          |     | 46' |
| A               | 9  | Alexander Frei       |     | 69' |
| M               | 23 | Xherdan Shaqiri      |     | 78' |
| Treinador:      |    |                      |     |     |
| Ottmar Hitzfeld |    |                      |     |     |

| G              | 18 | Noel Valladares   |     |     |
| LD             | 16 | Mauricio Sabillón |     |     |
| Z              | 2  | Osman Chávez      | 64' |     |
| Z              | 5  | Víctor Bernárdez  |     |     |
| LE             | 3  | Maynor Figueroa   |     |     |
| M              | 8  | Wilson Palacios   | 89' |     |
| M              | 6  | Hendry Thomas     | 4'  |     |
| M              | 17 | Edgar Álvarez     |     |     |
| M              | 7  | Ramón Núñez       |     | 67' |
| A              | 10 | Jerry Palacios    |     | 78' |
| A              | 11 | David Suazo       | 58' | 87' |
| Substituições: |    |                   |     |     |
| A              | 15 | Walter Martínez   |     | 67' |
| A              | 12 | Georgie Welcome   |     | 78' |
| M              | 19 | Danilo Turcios    |     | 87' |
| Treinador:     |    |                   |     |     |
| Reinaldo Rueda |    |                   |     |     |

Homem da partida
- Noel Valladares